# Luis de Mendoza

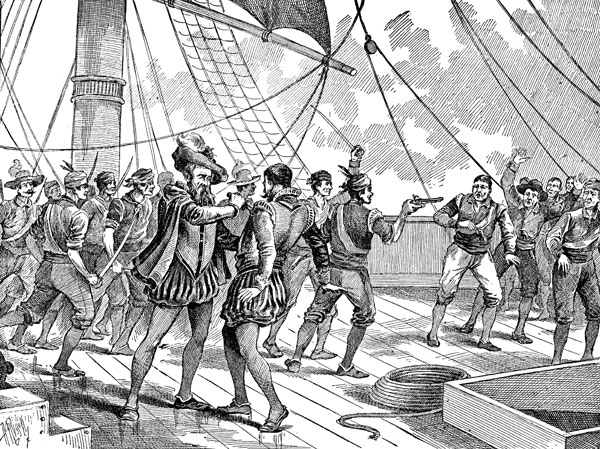
Representação artística da morte de Mendoza por esfaqueamento durante a tentativa de motim contra Fernão de Magalhães durante o inverno na Patagónia em 1520.

Luis de Mendoza (morto em 2 de abril de 1520) foi um explorador e navegador espanhol.

## Biografia
Mendoza era um membro da circum-navegação do mundo de Magalhães, o capitão inicial do Victoria. Foi nomeado por Carlos I da Espanha a 30 de março de 1519 como tesoureiro da marinha "para a descoberta das Especiarias", que tinha como objetivo encontrar uma rota para as Ilhas das Especiarias dentro dos limites da demarcação espanhola. Esses limites haviam sido acordados com Portugal no Tratado de Tordesilhas de 1494, que estabeleceu uma linha de demarcação que dividia o mundo entre as duas coroas.
Ele foi morto enquanto liderava um motim contra Magalhães na Patagónia, esfaqueado até a morte na garganta e na cabeça por um leal a Magalhães.

### De tradução
- Este artigo foi inicialmente traduzido, total ou parcialmente, do artigo da Wikipédia em inglês cujo título é «Luis de Mendoza (explorer)».